# Gas Mark
Gas Mark là thang đo nhiệt độ được sử dụng cho lò gas và bếp ở Vương quốc Anh, Ireland và một số quốc gia Khối thịnh vượng chung Anh.

## Lịch sử
Bản thảo năm 2003 của Từ điển tiếng Anh Oxford liệt kê cách sử dụng khái niệm được biết đến sớm nhất như trong cuốn sách Modern Cookery của L. Chatterton xuất bản năm 1943: "Afternoon tea scones… Time: 20 minutes. Temperature: Gas, Regulo Mark 7". "Regulo" là một loại dụng cụ điều tiết khí được sử dụng bởi nhà sản xuất bếp; tuy nhiên, thang đo hiện đã trở nên phổ biến và từ Regulo hiếm khi được sử dụng.
Thuật ngữ "gas mark" là một chủ đề chung của BBC/OED Balderdash và Piffle vào tháng 5 năm 2005. Bằng chứng được in sớm nhất về việc sử dụng "gas mark" (không có thuật ngữ nào khác giữa hai từ) xuất hiện cho đến nay từ năm 1958. Tuy nhiên, các nhà sản xuất bếp đốt chạy bằng khí "New World" vào giữa những năm 1930 đã cho ra những cuốn sách công thức để sử dụng với bếp của họ, và "Regulo" là bộ điều tiết khí. Cuốn sách không có tài liệu tham khảo về nhiệt độ. Tất cả các món ăn được nấu được ghi chú là "Regulo Mark X".

## Quy đổi ra Fahrenheit và Celsius
1 gas mark là 275 °Fahrenheit (135 °C). Mỗi lần nhiệt độ lò tăng 25 °F (13,9 °C) gas mark tăng thêm 1. Dưới 1 Gas Mark, thang đo giảm một nửa ở mỗi bước, mỗi lần giảm 25 °F.
Để chuyển đổi dấu khí sang độ Celsius ({\textstyle C}), nhân số hiệu khí ({\textstyle G}) cho 14, sau đó cộng 121:
{\displaystyle \left(G\times 14\right)+121=C}
Đối với chuyển đổi ngược lại:
{\displaystyle G={\frac {\left(C-121\right)}{14}}}
(Không tính với {\textstyle G} nhỏ hơn 1.)
Tuy nhiên, thông thường làm tròn kết quả của phép tính này thành một số độ Celsius. 
| Gas Mark                                 | Fahrenheit | Độ    | Mô tả                    |
| ---------------------------------------- | ---------- | ----- | ------------------------ |
| ⁄                                        | 225 °      | 107 ° | Rất chậm / rất thấp      |
| ⁄                                        | 250 °      | 121 ° | Rất chậm / rất thấp      |
| 1                                        | 275 °      | 135 ° | Chậm / Thấp              |
| 2                                        | 300 °      | 149 ° | Chậm / Thấp              |
| 3                                        | 325 °      | 163 ° | Vừa phải chậm / ấm       |
| 4                                        | 350 °      | 177 ° | Trung bình / Trung bình  |
| 5                                        | 375 °      | 191 ° | Vừa phải / nóng vừa phải |
| 6                                        | 400 °      | 204 ° | Nóng vừa phải            |
| 7                                        | 425 °      | 218 ° | Nóng bức                 |
| 8                                        | 450 °      | 232 ° | Nóng / Rất nóng          |
| 9                                        | 475 °      | 246 ° | Rất nóng                 |
| 10 </br> (bỏ qua trong hầu hết các bảng) | 520 °      | 270 ° | Cực kỳ nóng              |

## Thang đo nhiệt độ nấu khác
Lò nướng và công thức nấu ăn của Pháp thường sử dụng thang đo một cách kì lạ dựa trên thang đo Fahrenheit, bản thân nó chưa bao giờ được sử dụng ở Pháp: "Thermostat" (viết tắt là "Th"), trong đó 1 Thermostat bằng 100 °F cho lò nướng thông thường, tăng thêm 50 °F cho mỗi số nguyên dọc theo thang đo.
Ở Đức, "Stufe" (từ tiếng Đức có nghĩa là "bước") được sử dụng cho nhiệt độ khí trong nấu nướng. Lò gas thường được đánh dấu trong các bước từ 1 đến 8, tương ứng với: 
| Stufe            | 1      | 2      | 3      | 4      | 5      | 6      | 7      | số 8   |
| Xấp xỉ Nhiệt độ. | 150 °C | 175 °C | 200 °C | 225 °C | 250 °C | 275 °C | 300 °C | 325 °C |

Lò khác có thể được đánh dấu trên thang điểm từ 1-7, với 1⁄2Stufe là khoảng 125 °C trong lò nướng thông thường, 1 Stufe khoảng 150 °C, tăng 25 °C cho mỗi bước tiếp theo, lên đến 7 Stufe là ở 300 °C.